# Landry (Savoie)
Pour les articles homonymes, voir Landry.
Landry est une commune française située dans le département de la Savoie, en région Auvergne-Rhône-Alpes.
Commune de montagne de la Tarentaise, elle comptait 810 habitants en 2022. Elle possède une station de ski affiliée au domaine skiable des Arcs, Peisey-Vallandry.

## Géographie

### Localisation
Landry est une commune de Savoie située à mi-chemin entre Bourg-Saint-Maurice et Aime.
Landry est entourée par les communes de Bourg-Saint-Maurice, de Peisey-Nancroix, et de la « commune nouvelle » de La Plagne-Tarentaise, qui appartiennent pour la plupart à la même communauté de communes des Versants d'Aime. Seule la commune de Bourg-Saint-Maurice n'en fait pas partie.

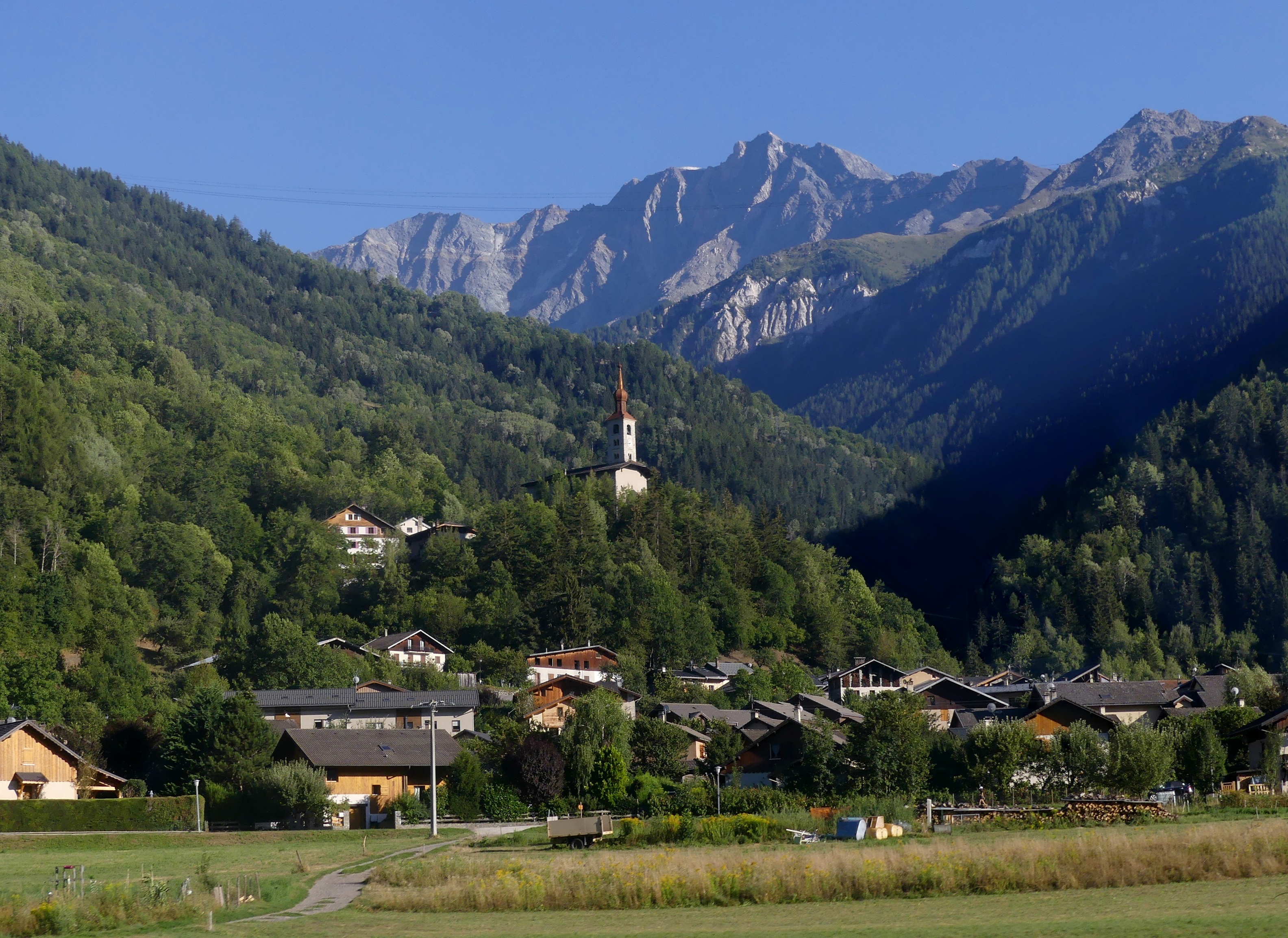
Landry et sa vallée en été.

|                      |        | Bourg-Saint-Maurice |
| La Plagne-Tarentaise | Landry |                     |
|                      |        | Peisey-Nancroix     |

### Géologie, relief et hydrographie
Le village se trouve à l'entrée d'une gorge qui mène à la commune de Peisey-Nancroix. Cette gorge a été creusée par le Nant de Peisey ou Ponturin, torrent de montagne qui rejoint au niveau de la commune, par sa rive gauche, la rivière de l'Isère.

### Morphologie urbaine
La commune de Landry comme beaucoup de villages de montagne de Savoie est constituée d'un chef-lieu et de hameaux, également appelés villages. Landry est ainsi composée du Villard, du Chêne, du Martorey, du Marterey, de la Vinerie et du Parchet. Toutefois, d'autres hameaux ou lieux-dits de la commune sont habités lors des estives ou de la saison des sports d'hiver, notamment le Biolley, les Rêches, les Côtes, le Praz Cartan, la Blanche murée, les Balmettes, les Charmettes, le Maîtaz et Barmont.

#### Hameaux de Landry
La Vinerie se situe à mi-chemin entre la commune de Landry. Elle tient son nom à l'ancien emplacement de vignes sur le coteau. Présence d'un verger avec nombreuses variétés d'arbres fruitiers. La Vinerie est habité par un ménage, ce qui en fait le plus petit hameau de la commune.
Le Chêne se situe entre la Vinerie et le Martorey. Dans ce hameau d'une dizaine d'habitants, se trouve une ferme bio ainsi qu'une menuiserie.
Le Martorey est un hameau situé à 1 150 mètres d'altitude et s'étendant sur 1 km2 sur les hauteurs de Landry. On y trouve des maisons savoyardes du XIXe siècle, dont plusieurs à colonnade. Ce hameau est habité à l'année par très peu d'habitants, mais jadis il était suffisamment peuplé pour qu'il y ait une école. En 2017, le hameau comptait 15 habitants résidents à l'année.
Un hébergement touristique se trouve dans le hameau. Cet hébergement a été édifié en 1800. Dans les années 2000, les propriétaires l'on restauré dans le style XIXe. On y trouve aussi une fontaine en pierre blanche et une petite place centrale avec un cerisier blanc (Prunus speciosa), planté en 2007.
Le Martorey se compose de deux parties : 
- Le Martorey du haut où vivent la plupart des habitants et où se trouve le chalet Friolin ainsi que l'ancienne école ;
- Le Martorey du bas qui est constitué d'une ancienne bergerie du XVIIIe siècle aujourd'hui divisé en deux chalets.

Un petit ruisseau coule à proximité du Martorey, le Charbonnet (ou Bergintra en latin).
Le Villard se trouve en amont de la route qui mène de Landry à l'ancienne commune de Hauteville-Gondon (Les Arcs 1800), aujourd'hui rattachée à Bourg-Saint-Maurice.
Le Villard-Dessous et le Villard-Dessus occupent chacun un replat cerné de vergers et de ruches. On peut y trouver quelques très belles maisons tarines à colonnes datant du XIXe siècle.
Le Parchet est un petit hameau situé à proximité de la ville de Landry près du hameau du Villard se trouvant entre les villes de Bourg saint Maurice et Landry.
Les Charmettes sont un petit hameau situé en bordure de la route d'accès aux stations d'altitude de La Plagne (1 350 m). On peut y découvrir des logements traditionnels.

### Voies de communication et transports

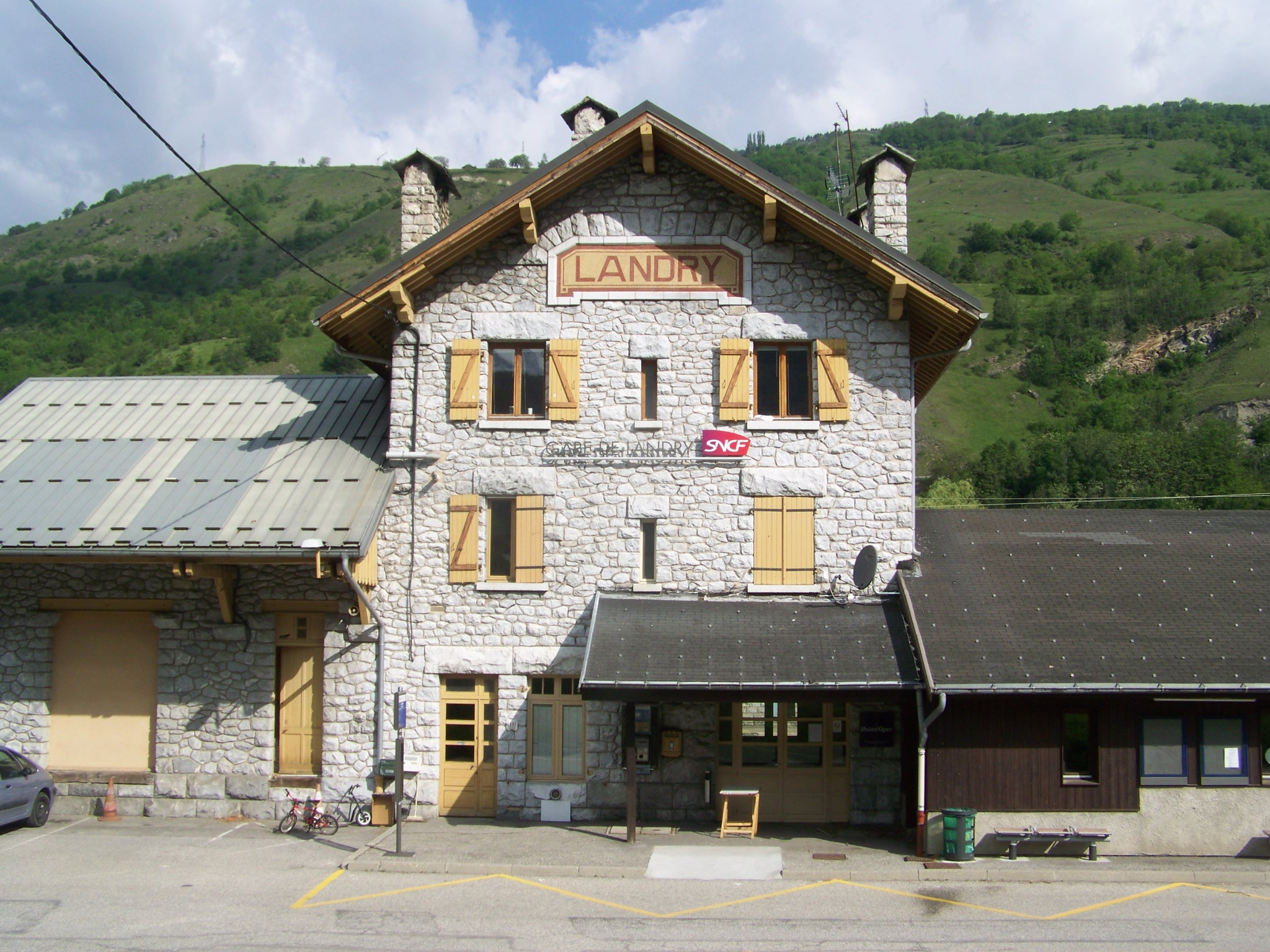
La gare.

On y trouve la gare de Landry, qui cumule les deux fonctions que sont la desserte locale de Landry et des communes environnantes par les trains du TER Rhône-Alpes, et la desserte des stations de ski environnantes.
Le village est traversé par le sentier de grande randonnée GR 5.

### Climat
Pour des articles plus généraux, voir Climat d'Auvergne-Rhône-Alpes et Climat de la Savoie.
En 2010, le climat de la commune est de type climat de montagne, selon une étude du Centre national de la recherche scientifique s'appuyant sur une série de données couvrant la période 1971-2000. En 2020, Météo-France publie une typologie des climats de la France métropolitaine dans laquelle la commune est exposée à un climat de montagne ou de marges de montagne et est dans la région climatique Alpes du nord, caractérisée par une pluviométrie annuelle de 1 200 à 1 500 mm, irrégulièrement répartie en été.
Pour la période 1971-2000, la température annuelle moyenne est de 9 °C, avec une amplitude thermique annuelle de 18,2 °C. Le cumul annuel moyen de précipitations est de 1 018 mm, avec 9,3 jours de précipitations en janvier et 9,4 jours en juillet. Pour la période 1991-2020, la température moyenne annuelle observée sur la station météorologique de Météo-France la plus proche, « Peisey Nancroix », sur la commune de Peisey-Nancroix à 3 km à vol d'oiseau, est de 8,2 °C et le cumul annuel moyen de précipitations est de 946,9 mm,. Pour l'avenir, les paramètres climatiques de la commune estimés pour 2050 selon différents scénarios d'émission de gaz à effet de serre sont consultables sur un site dédié publié par Météo-France en novembre 2022.

## Urbanisme

### Typologie

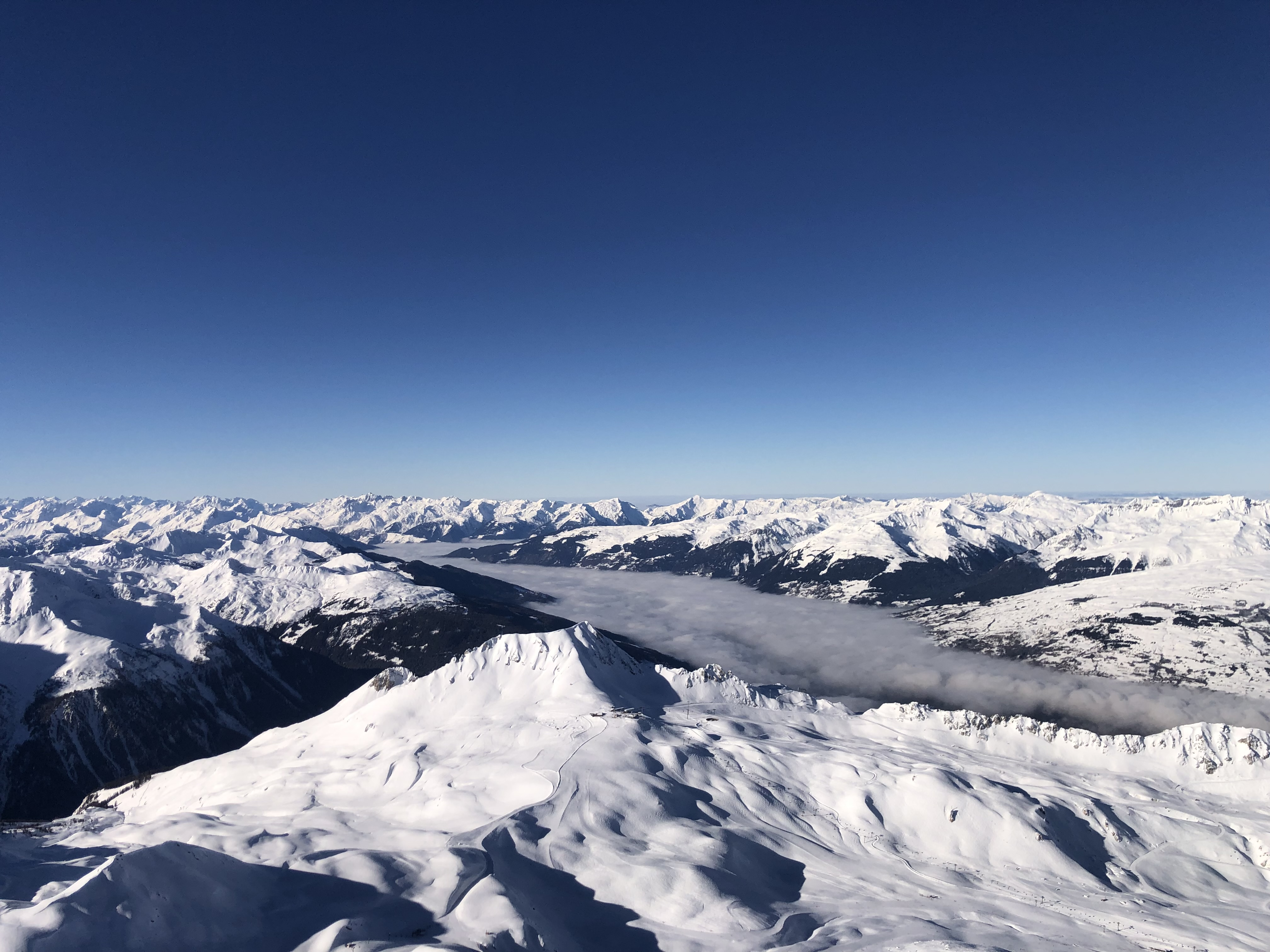
Vue de la vallée de Landry (couverte de nuages)) depuis l'Aiguille Rouge.

Au 1er janvier 2024, Landry est catégorisée bourg rural, selon la nouvelle grille communale de densité à sept niveaux définie par l'Insee en 2022.
Elle est située hors unité urbaine. Par ailleurs la commune fait partie de l'aire d'attraction de Bourg-Saint-Maurice, dont elle est une commune de la couronne,. Cette aire, qui regroupe 9 communes, est catégorisée dans les aires de moins de 50 000 habitants,.

### Occupation des sols
L'occupation des sols de la commune, telle qu'elle ressort de la base de données européenne d’occupation biophysique des sols Corine Land Cover (CLC), est marquée par l'importance des forêts et milieux semi-naturels (74,8 % en 2018), une proportion identique à celle de 1990 (74,8 %). La répartition détaillée en 2018 est la suivante : 
forêts (65 %), prairies (11,9 %), zones agricoles hétérogènes (6,8 %), espaces ouverts, sans ou avec peu de végétation (6,6 %), zones urbanisées (6,5 %), milieux à végétation arbustive et/ou herbacée (3,3 %), espaces verts artificialisés, non agricoles (0,1 %).
L'IGN met par ailleurs à disposition un outil en ligne permettant de comparer l’évolution dans le temps de l’occupation des sols de la commune (ou de territoires à des échelles différentes). Plusieurs époques sont accessibles sous forme de cartes ou photos aériennes : la carte de Cassini (XVIIIe siècle), la carte d'état-major (1820-1866) et la période actuelle (1950 à aujourd'hui).

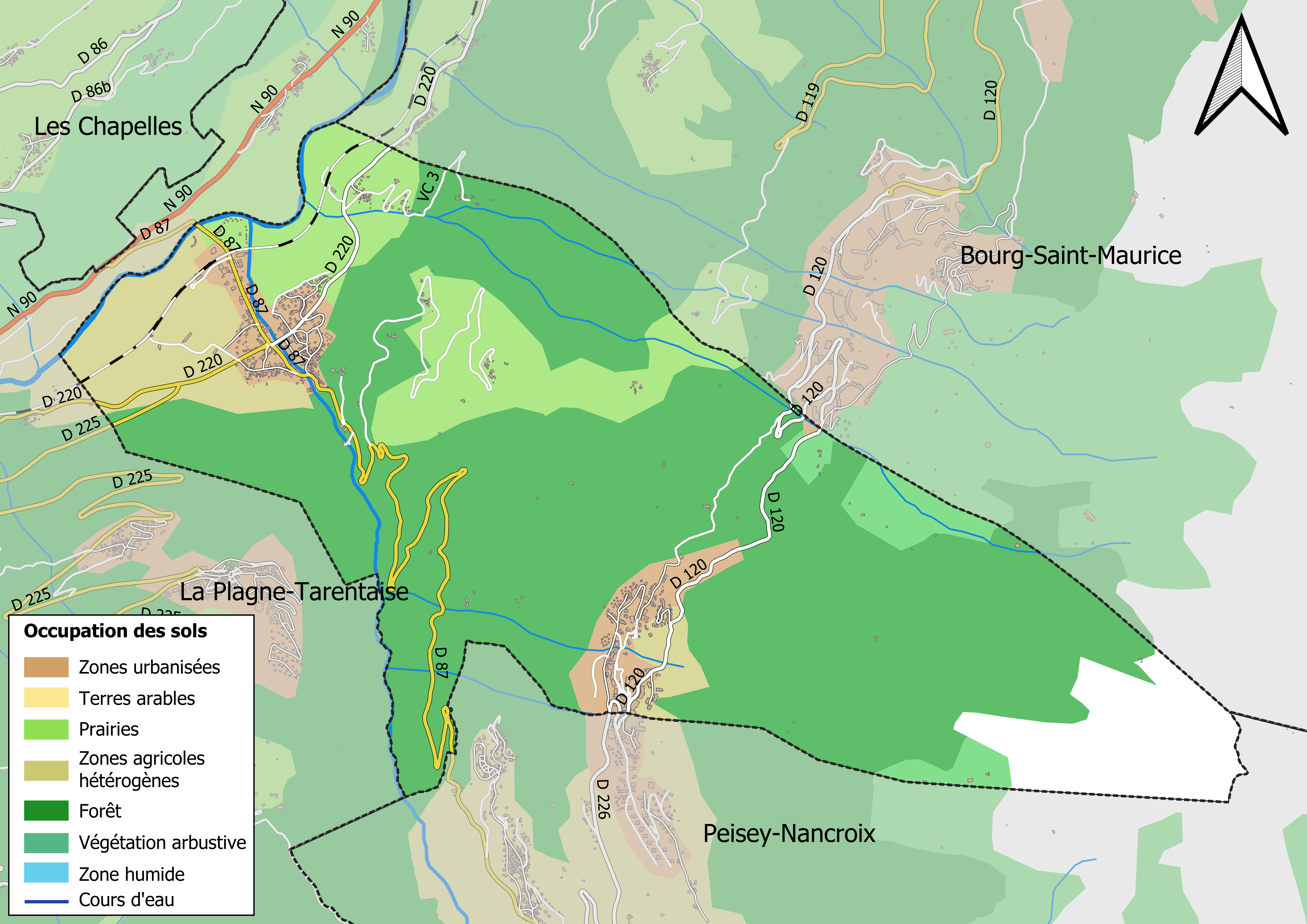
Carte des infrastructures et de l'occupation des sols en 2018 (CLC) de la commune.
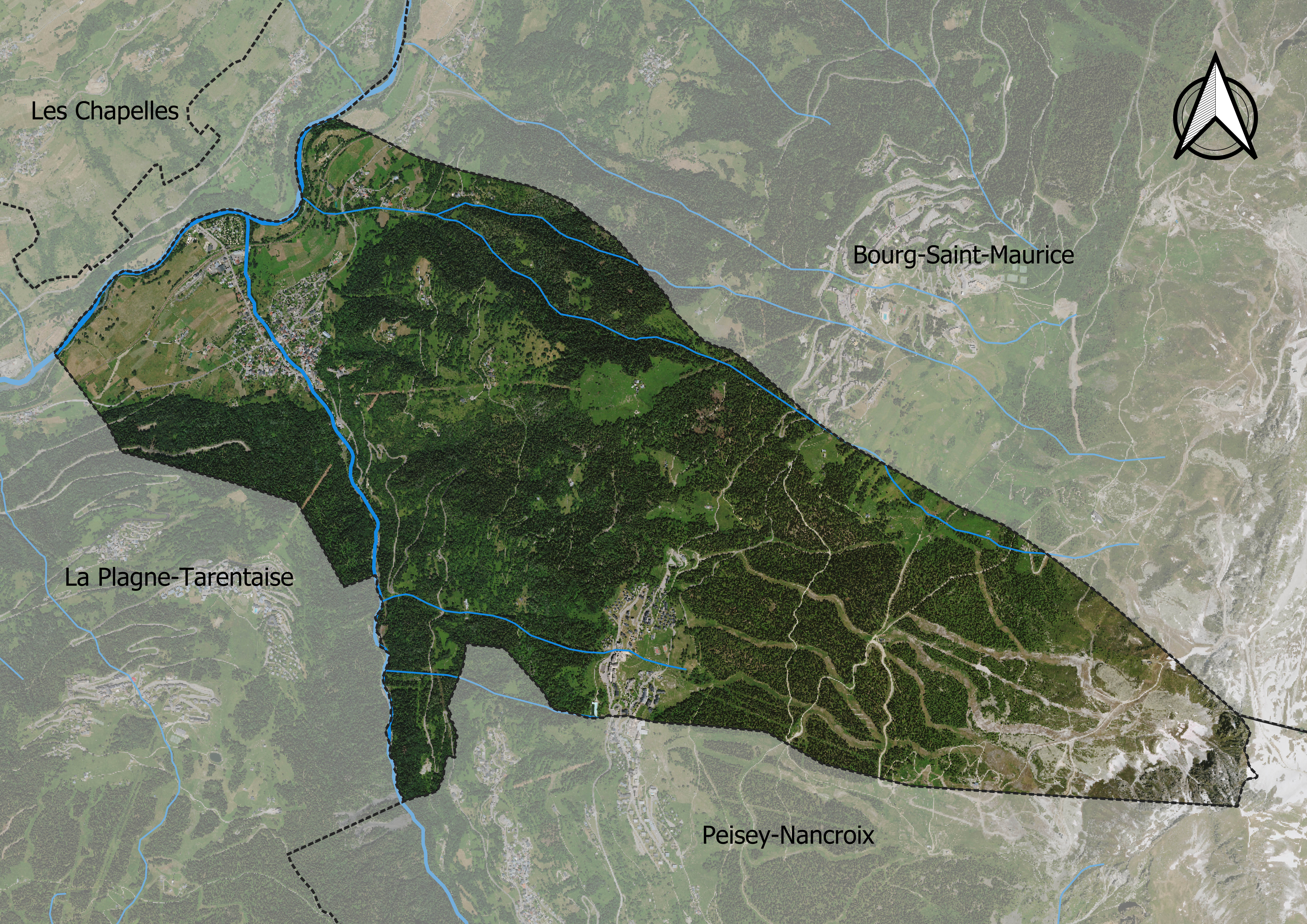
Carte orthophotogrammétrique de la commune.

## Toponymie
La paroisse ou le village sont mentionnés dès la fin du XIIe siècle,. L'Ecclesia de Landriaco apparait ainsi vers 1170, pour être mentionnée peu de temps après par Ecclesia de Landric (en 1184),. Elle évolue en Ecclesia de Landrea (1258), puis de Landrico (1297), enfin en de Landris au XIVe siècle ou encore Landriaci (1608),.
Landry est un toponyme est un nom dérivé de celui d'un domaine gallo-romain, associant un anthroponyme germanique Landarius au suffixe -acum, selon l'abbé Adolphe Gros,.
En francoprovençal, le nom de la commune s'écrit Landri, selon la graphie de Conflans.
Martorey ou Marterey est un toponyme ancien qui serait un dérivé de *Martyretum, lui-même dérivant de Martyrium, indiquant le lieu ou la tombe d'un « martyr » plus généralement d'un « cimetière »,.

## Histoire
La première mention du village dans un acte du pape Eugène III, de l'année 1145, selon la Gallia Christiana (t.XII),.
Si la paroisse relève du pouvoir spirituel des archevêques de Tarentaise, Landry appartient à la Haute-Tarentaise qui relève pour le temporel, du Xe siècle au XIIIe siècle, de la famille seigneuriale de Briançon. Toutefois, l'ascension de la famille comtale des Savoie amène ceux-ci à intervenir en Tarentaise. Le 12 mars 1276, il est décidé que le château de Briançon et le droit sur la vicomté reviennent au comte de Savoie. Le 15 avril 1279, le représentant de la famille, Jean d'Aigueblanche, doyen du chapitre d'Hereford, et Aimery, chancelier d'Hereford, son frère, consentent à l'achat de leurs droits par le comte de Savoie. Landry devient désormais un fief des comtes de Savoie.
Au XVIe siècle, les terres ainsi que les droits sont donnés à la famille de Chabod, une famille noble originaire de Chambéry dont les origines remonterait au XIe siècle. Landry resta possession de la Famille de Chabod jusqu'au 10 octobre 1757 date à laquelle les habitants du village s'affranchissent en payant la somme de 2150 livres.

## Politique et administration

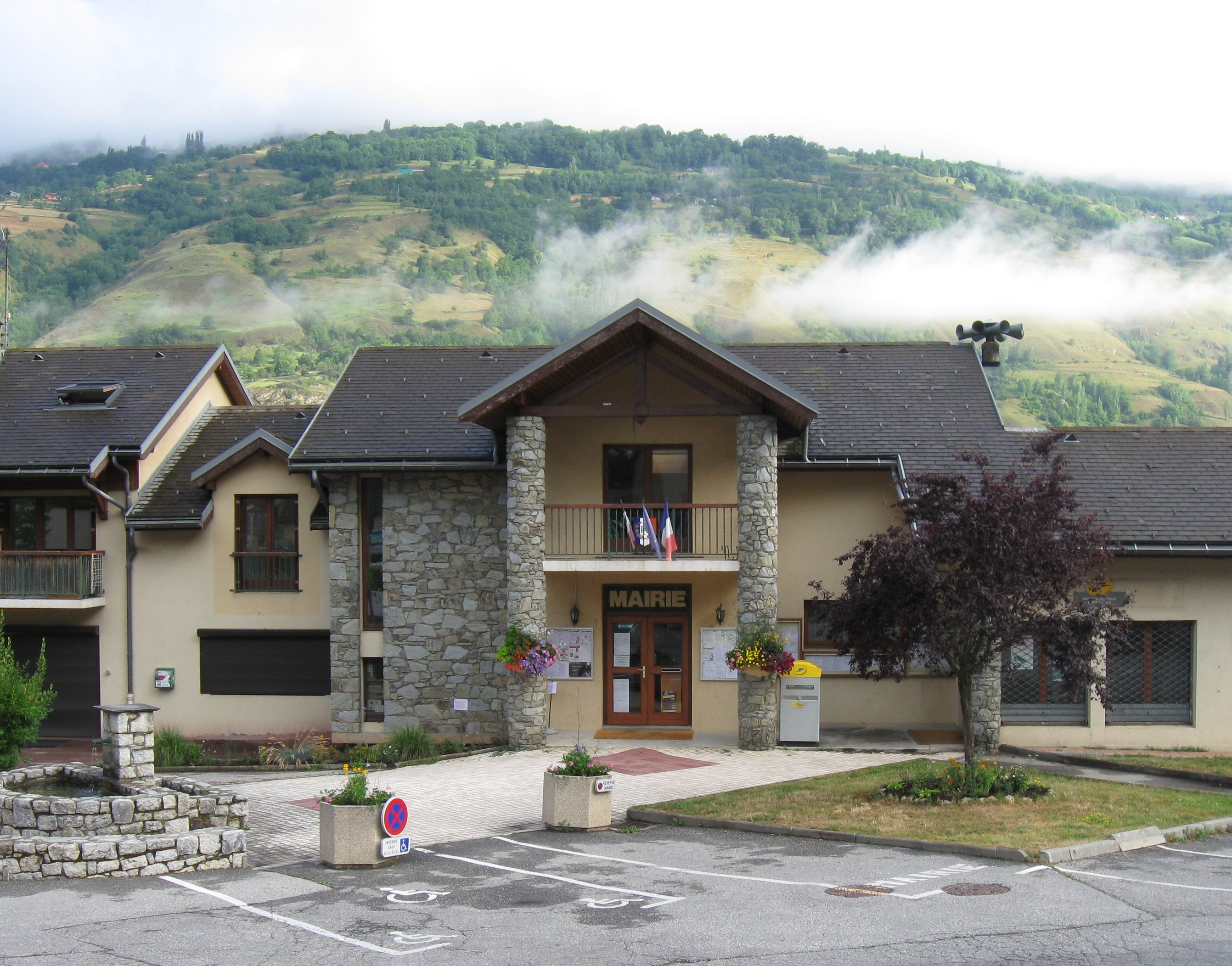
La mairie de Landry.

La commune fait partie de la communauté de communes du canton d'Aime dont le siège se trouve dans la ville voisine de Aime.

### Tendances politiques
Élections présidentielles, résultats des deuxièmes tours :
- élection présidentielle de 2012 : 52,46 % pour François Hollande (PS), 47,54 % pour Nicolas Sarkozy (UMP), 82,24 % de participation.
- élection présidentielle de 2007 : 51,46 % pour Nicolas Sarkozy (UMP), 48,54 % pour Ségolène Royal (PS), 85,63 % de participation.
- élection présidentielle de 2002 : 82,44 % pour Jacques Chirac (RPR), 17,56 % pour Jean-Marie Le Pen (FN), 78,81 % de participation.

Élections législatives, résultats des deuxièmes tours :
- élections législatives de 2012 : 50,53 % pour François Rieu (PS), 49,47 % pour Hervé Gaymard (UMP), 51,76 % de participation.
- élections législatives de 2007 : 43,48 % pour Hervé Gaymard (UMP), 21,07 % pour André Vairetto (PS), 57,06 % de participation.
- élections législatives de 2002 :  48,74 % pour Hervé Gaymard (UMP), 22,02 % pour André Vairetto (PS), 58,82 % de participation.

Élections européennes, résultats des deux meilleurs scores :
- élections européennes de 2009 : 27,94 % pour Michèle Rivasi (EELV), 22,55 % pour Françoise Grossetête (UMP), 40,19 % de participation.
- élections européennes de 2004 : 26,54 % pour Michel Rocard (PS), 16,52 % pour Jean-Luc Bennahmias (Les Verts), 44,49 % de participation.
- élections européennes de 1999 : 21,28 % pour Daniel Cohn-Bendit (Les Verts), 18,09 % pour François Hollande (PS), 43,72 % de participation.

Élections régionales, résultats des deux meilleurs scores :
- élections régionales de 2010 : 60,45 % pour Jean-Jack Queyranne (PS), 26,82 % pour Françoise Grossetête (UMP), 42,50 % de participation.
- élections régionales de 2004 : 46,58 % pour Jean-Jack Queyranne (PS), 39,74 % pour Anne-Marie Comparini (UMP), 65,57 % de participation.

Élections cantonales, résultats des deuxièmes tours :
- élections cantonales de 2008 : 79,12 % pour Auguste Picollet (UMP), 20,88 % pour Daniel Glatigny (Régionaliste), 64,38 % de participation.

Élections municipales, résultats des deuxièmes tours :
- élections municipales de 2014 : 89,55 % pour Didier Favre (SE), 61,90 % de participation.
- élections municipales de 2008 : 95,40 % pour Daniel Miedan-Peisey (SE), 64,56 % de participation.
- élections municipales de 2001 : - % pour - (-), - % pour - (-), - % de participation.

Élections référendaires :
- Référendum de 2005 relatif au traité établissant une Constitution pour l'Europe : 53,35 % pour le Non, 46,65 % pour le Oui, 70,28 % de participation.

### Administration municipale
Le nombre d'habitants au dernier recensement étant compris entre 500 et 1 499, le nombre de membres du conseil municipal est de 15.
Aux élections municipales de 2014, les quinze membres du nouveau conseil ont été désignés au scrutin majoritaire plurinominal de liste. Didier Favre a été élu maire de Landry.

### Liste des maires
| Période                                  | Période   | Identité                 | Étiquette | Qualité     |
| ---------------------------------------- | --------- | ------------------------ | --------- | ----------- |
| Les données manquantes sont à compléter. |           |                          |           |             |
| avant 1981                               | 1983      | Alfred Ruffier           | PCF       |             |
| mars 1983                                | mars 2001 | Lucas Curton             | PCF       |             |
| mars 2001                                | mars 2014 | Daniel Miedan-Peisey     | SE        |             |
| mars 2014                                | mars 2016 | Didier Favre             | SE        |             |
| mars 2016                                | En cours  | Thierry Marchand-Maillet | SE        | Charpentier |

### Jumelages
À ce jour, l'Atlas français de la coopération décentralisée et des autres actions extérieures, ne répertorie aucun projet de jumelage ou de coopération décentralisée, ni pacte d’amitié à l'international pour la commune.

## Population et société

### Démographie
Les habitants de la commune sont appelés les Landrigeots.
L'évolution du nombre d'habitants est connue à travers les recensements de la population effectués dans la commune depuis 1793. Pour les communes de moins de 10 000 habitants, une enquête de recensement portant sur toute la population est réalisée tous les cinq ans, les populations de référence des années intermédiaires étant quant à elles estimées par interpolation ou extrapolation. Pour la commune, le premier recensement exhaustif entrant dans le cadre du nouveau dispositif a été réalisé en 2007.

En 2022, la commune comptait 810 habitants, en évolution de −2,88 % par rapport à 2016 (Savoie : +3,63 %, France hors Mayotte : +2,11 %).
| 1793 | 1800 | 1806 | 1822 | 1838 | 1848 | 1858 | 1861 | 1866 |
| ---- | ---- | ---- | ---- | ---- | ---- | ---- | ---- | ---- |
| 577  | 635  | 618  | 450  | 482  | 879  | 724  | 723  | 706  |

| 1872 | 1876 | 1881 | 1886 | 1891 | 1896 | 1901 | 1906 | 1911 |
| ---- | ---- | ---- | ---- | ---- | ---- | ---- | ---- | ---- |
| 648  | 580  | 537  | 550  | 504  | 509  | 476  | 525  | 524  |

| 1921 | 1926 | 1931 | 1936 | 1946 | 1954 | 1962 | 1968 | 1975 |
| ---- | ---- | ---- | ---- | ---- | ---- | ---- | ---- | ---- |
| 518  | 416  | 396  | 406  | 347  | 406  | 410  | 363  | 314  |

| 1982 | 1990 | 1999 | 2006 | 2007 | 2012 | 2017 | 2022 | - |
| ---- | ---- | ---- | ---- | ---- | ---- | ---- | ---- | - |
| 356  | 490  | 628  | 707  | 718  | 852  | 825  | 810  | - |

## Économie

### Tourisme
La commune dispose, en régie avec la commune de Peisey-Nancroix, la station et domaine de Peisey-Vallandry (12 415 lits touristiques). La commune accueille ainsi la station intégrée, dite de 4e génération, de Vallandry.
La capacité d'accueil de la commune est estimée, en 2014, à 5 787 lits touristiques répartis dans 851 établissements. Les hébergements se répartissent comme suit : 85 meublés ; 2 résidences de tourisme ; 3 établissement d'hôtellerie de plein air et 1 chambre d'hôtes.

## Culture locale et patrimoine

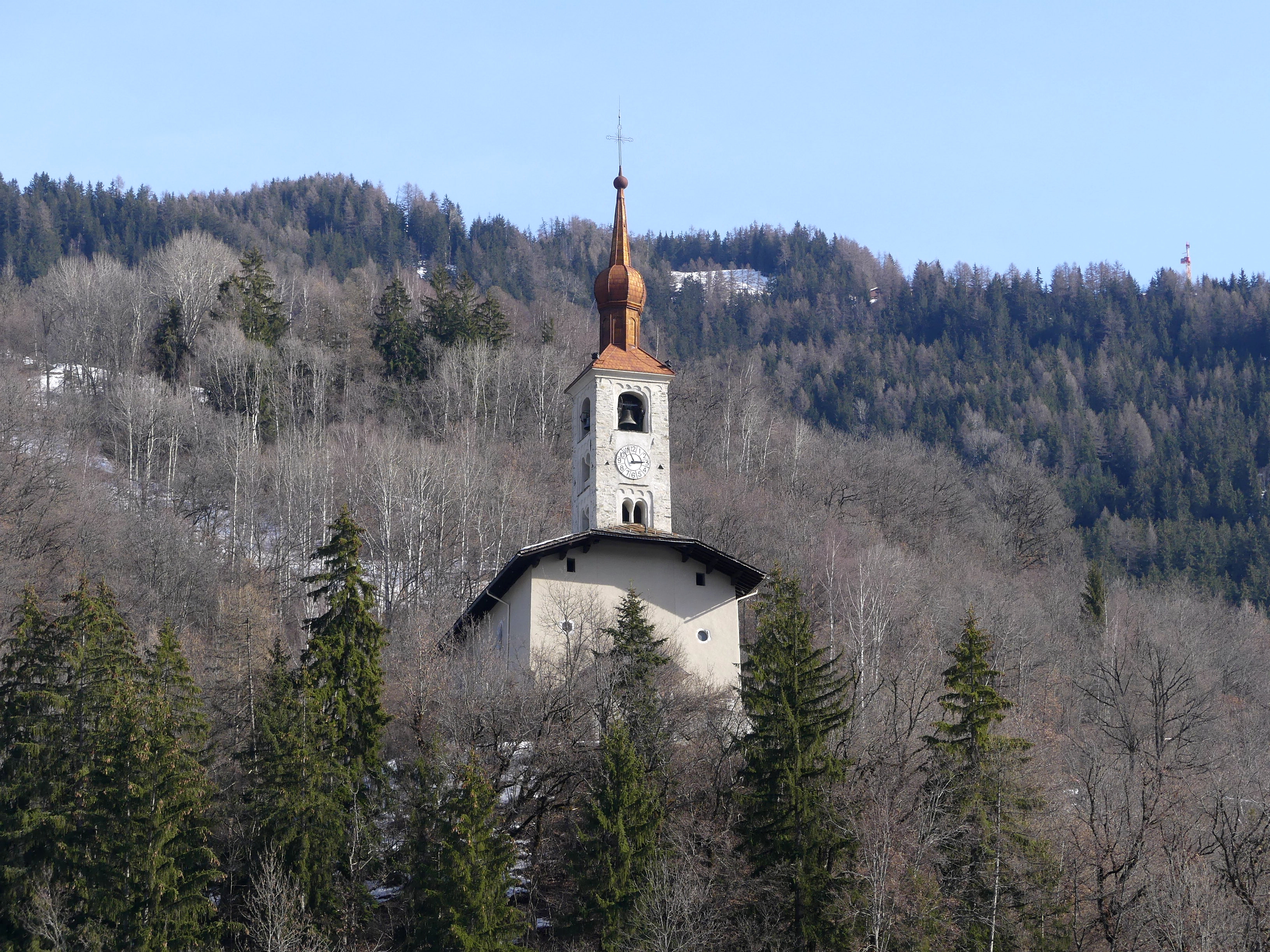
L'église Saint-Michel.

### Lieux et monuments
En terme architectural et historique, le principal bâtiment de cette commune est l'église et sa situation remarquable sur un promontoire, lui permettant de dominer tout le village.
- Église Saint-Michel : église baroque perchée sur les hauteurs du village[33].  Classé MH (1975)[34].

L'église Saint-Michel est consacrée en 1687 : elle comporte un clocher à bulbe sur un porche et une arcature lombarde d'époque Romane ; un décor floral enlumine les voûtes qui comportent également une remarquable peinture des quatre évangélistes ; le retable majeur a été rénové au XIXe siècle par Jean Tresal, habitant de Landry, avec les éléments de l'ancien retable du Rosaire du XVIIe siècle attribué à Étienne Fodéré. Le tableau central de saint Michel Archange de Giulietta date de 1816 ; la tribune sur pilier unique en son genre est un véritable chef-d'œuvre d'architecture ; tous les ornements et décorations de cet édifice font que celui-ci s'intègre parfaitement dans le circuit du « Baroque en Haute Tarentaise ».

### Patrimoine naturel
Une partie du parc national de la Vanoise s'étend sur 11 km2 du domaine communal.
À noter l'ancienne mine de charbon, dont les restes en ruine ont servi dans les années 1970 de terrain d'entrainement au 7e BCA.

#### Espaces verts et fleurissement
La commune obtient sa première fleur au concours des villes et villages fleuris en 2017.

### Patrimoine culturel
Une chanson traditionnelle répandue dans toute la francophonie conte le désir des filles d'un petit village de trouver à se marier. Le nom du village varie selon les versions (l'interprète utilise généralement le nom de son propre village). Une version localisée à Landry (« À Landry, petit village, y a des filles à marier... ») a été popularisée par le groupe Malicorne qui l'a enregistrée sur son premier album (éponyme) Malicorne paru en 1974 et qui l'a souvent interprétée en concert.